# Літак на сонячній енергії

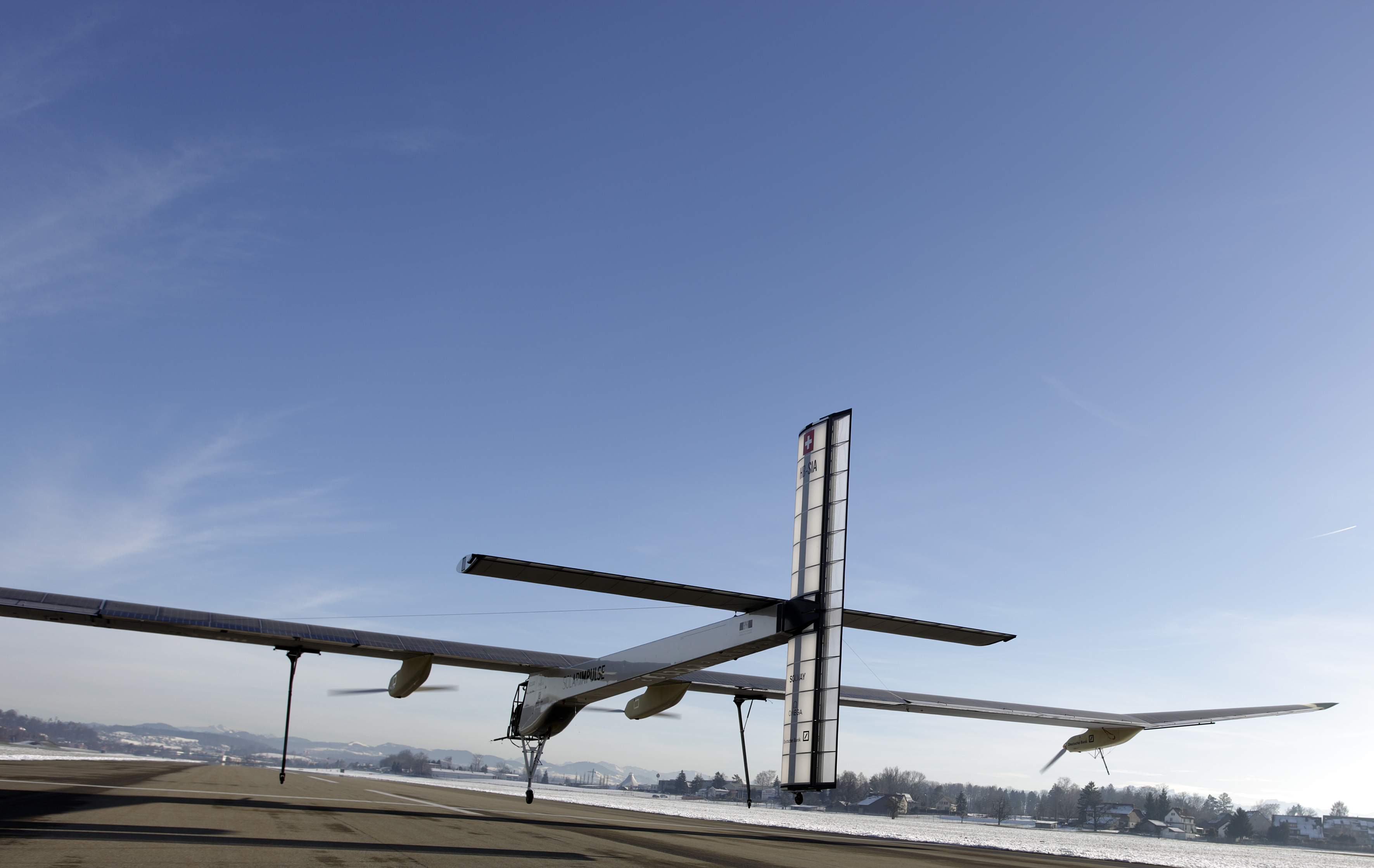
Пілотований літак на сонячних батареях «HB-SIA», перед першим тестовим польотом, 3 грудня 2009

Літак на сонячній енергії — експериментальний літак з електросиловою установкою, в якому електродвигуни живляться за рахунок енергії, отримуваної із сонячних елементів, встановлених на фюзеляжі та крилах.
Надлишок електроенергії накопичується в акумуляторних батареях і може використовуватись при частковій або повній нестачі сонячної енергії.
Пілотований одномісний літак «Solar Impulse», побудований за подібною схемою, виконав перший політ 3 грудня 2009 року на авіабазі Дюбендорф (Швейцарія), у червні 2012 цей літак здійснив перший міжконтинентальний переліт довжиною 2500 км.